# Bujurquina eurhinus
Bujurquina eurhinus är en fiskart som beskrevs av Kullander, 1986. Bujurquina eurhinus ingår i släktet Bujurquina och familjen Cichlidae. Inga underarter finns listade.